# Ferretti Group

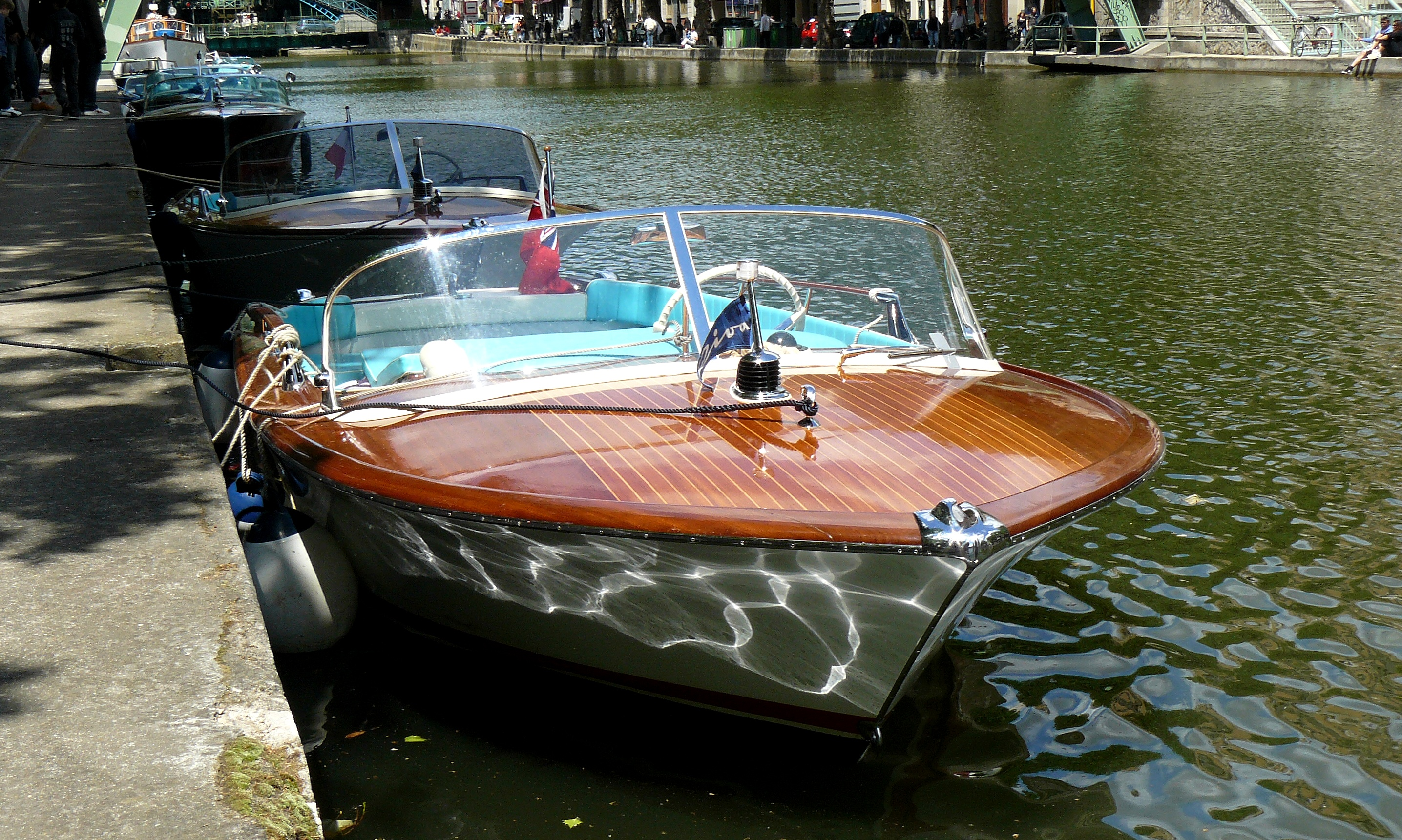
En Riva Junior på Canal Saint-Martin i Paris

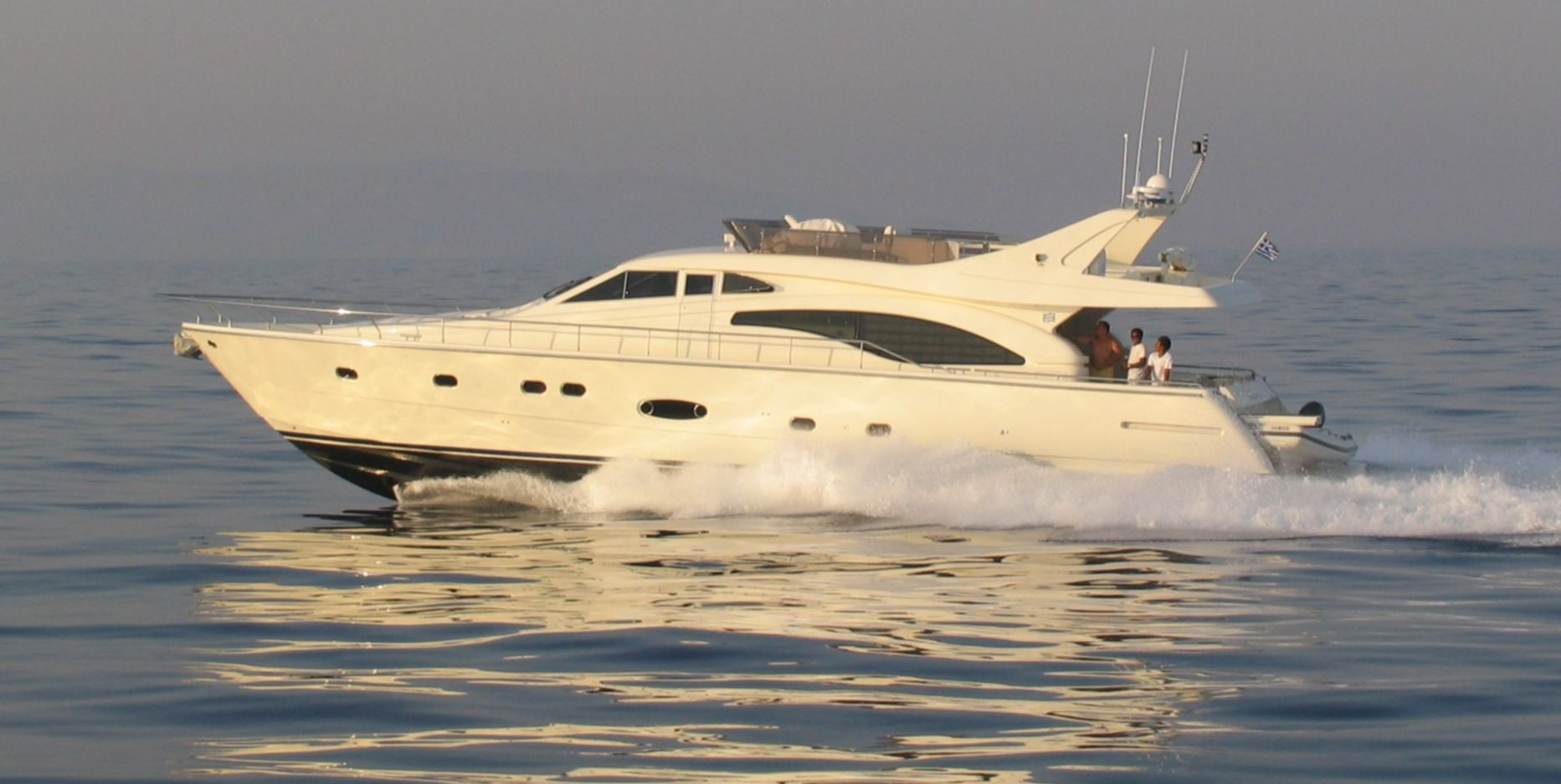
Ferretti 68

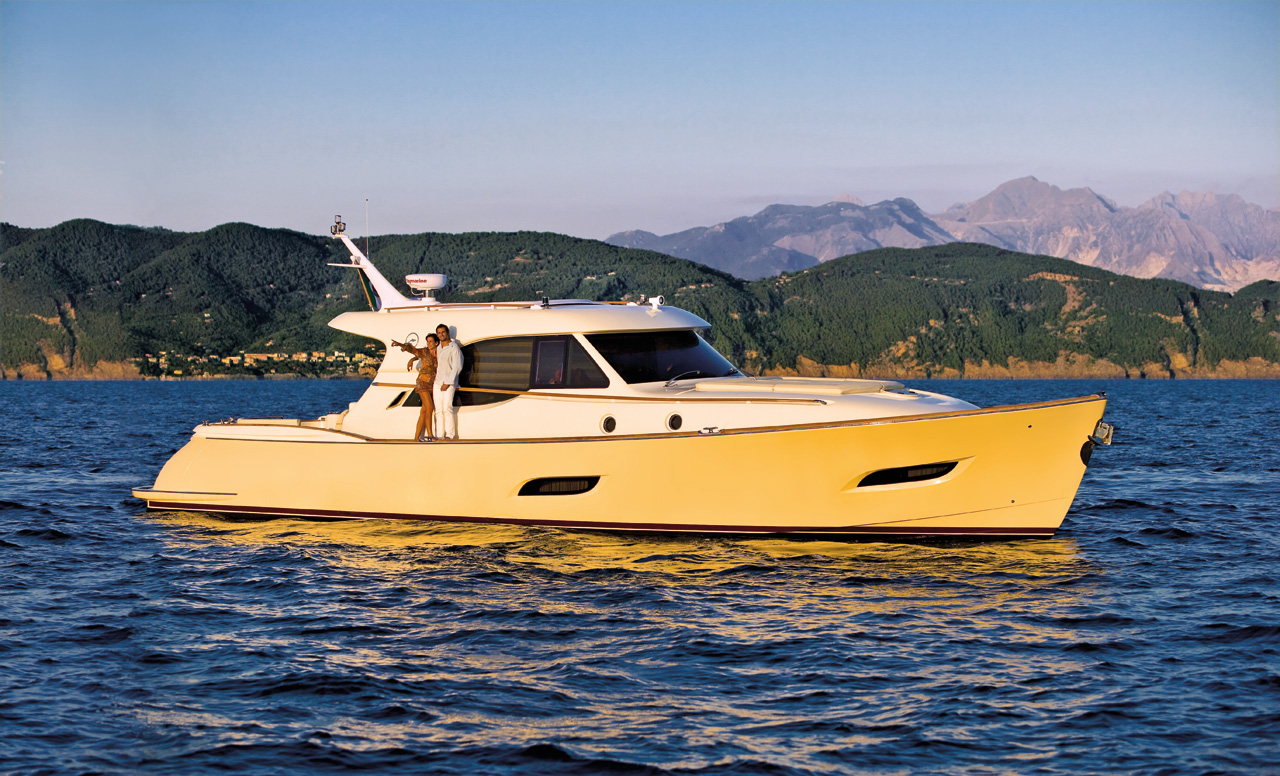
Mochi Dolphin 54

Ferretti Group är ett italienskt yachtbyggarkonglomerat grundat 1968. Sedan 1990-talet har Ferretti köpt upp en rad andra båttillverkare och Ferretti Group består idag (2012) av följande produktionsbolag:
- Pershing S.p.A.
- Ferretti Yachts division
- Itama Cantieri Navali S.p.A
- the American Bertram Yacht, Inc.
- Riva S.p.A.
- Mochi Craft division
- Custom Line division
- CRN S.p.A.